# Legio X Fretensis
La Legio X Fretensis (Décima legión «del estrecho marino») fue una legión romana reunida por Octaviano (Augusto) en 41~40 a. C. en lucha durante el período de la guerra civil que comenzó la disolución de la República romana. La X Fretensis está documentada hasta, al menos, los años 410.
Los símbolos de la Décima Fretensis eran el toro, el animal sagrado de la diosa Venus, antepasada mítica de la gens Julia, un barco, probablemente una referencia a las batallas de Nauloco y Accio, o alguna de ellas, el dios Neptuno y un verraco. El símbolo del toro puede también significar que fue organizada entre el 20 de abril y el 20 de mayo.

## Historia

### Guerras civiles de la República y principios del Imperio
Octaviano, más tarde conocido como Augusto, reunió una legión y le dio el número Diez, como una referencia a la famosa Décima legión de César.
En 36 a. C., la Décima legión luchó bajo Octaviano contra Sexto Pompeyo en la batalla de Nauloco, donde se ganó el cognomen Fretensis. El nombre se refiere al hecho de que la batalla tuvo lugar cerca del estrecho de Mesina (en latín Fretum Siculum). 
En 31 a. C., luchó en la batalla de Accio contra Marco Antonio. Aunque Accio fue una batalla marina, la legión fue capaz de abordar barcos enemigos que habían sido cogidos con ganchos por medio de anclotes. Su participación clave en esta batalla es probablemente la razón de que la legión usara un trirreme como uno de sus símbolos. Accio marcó el final de la guerra civil y la subida al poder de Octaviano, quien fue proclamado Augusto algunos años después.
Azulejos encontrados en Caesarea Maritima, construidos en la segunda década antes de Cristo, sugieren que la legión estaba en aquella época basada en Judea. Posteriormente, la X Fretensis fue trasladada a Siria y en 6 formaba parte de su guarnición junto con las legiones III Gallica, VI Ferrata y XII Fulminata. En el mismo año, Publio Sulpicio Quirino, gobernador de Siria, condujo a estas legiones en la represión de la rebelión que surgió después de la deposición de Herodes Arquelao.
Bajo Nerón, en 58-63, la X Fretensis participó en las campañas de Gneo Domicio Corbulón contra los partos.

### Primera guerra romano-judía

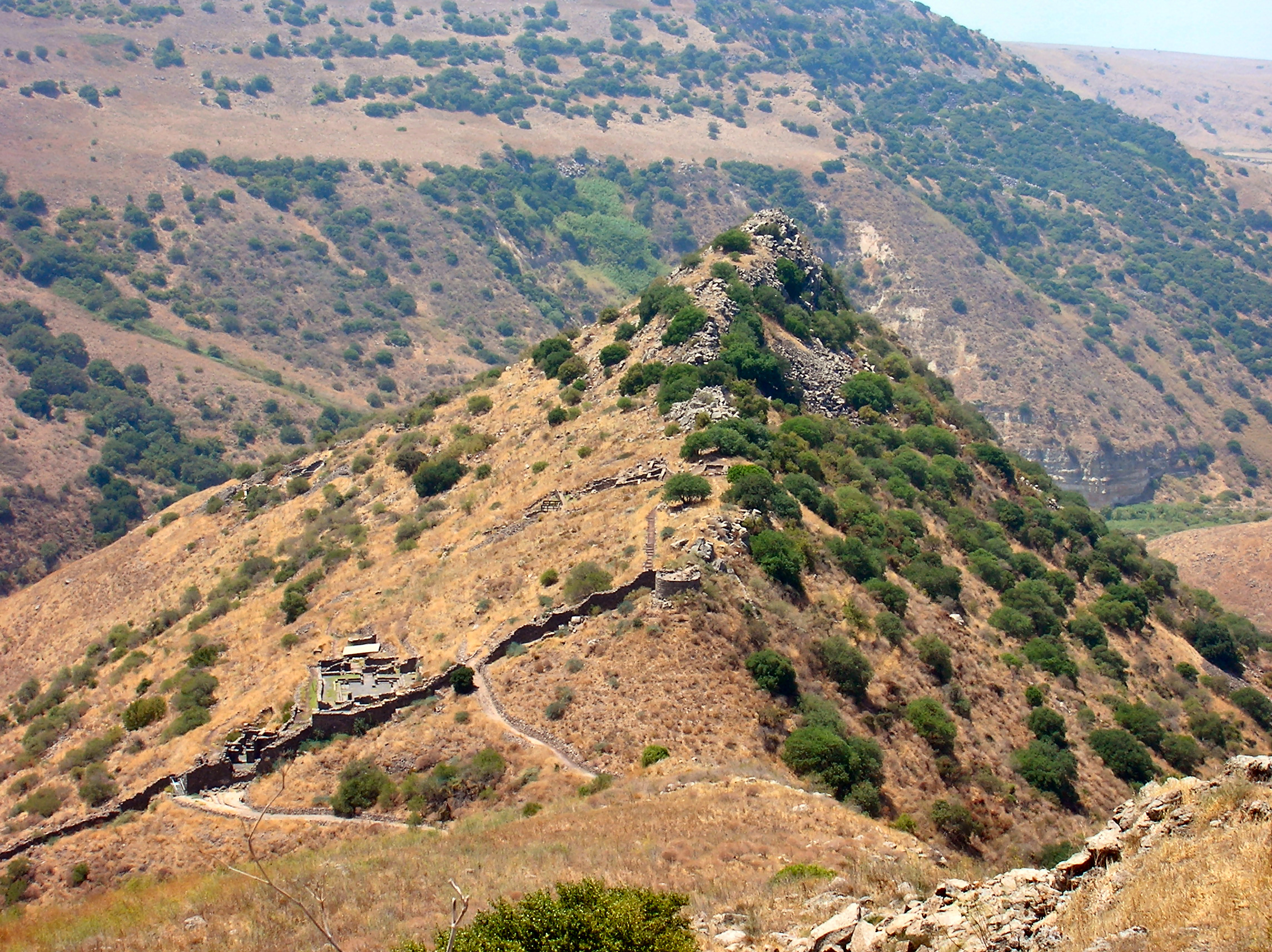
Ruinas de la ciudad de Gamala, conquistada por la X Fretensis en 68.

La Legio X Fretensis estuvo muy implicada en la primera guerra judeo-romana (66–73), bajo el mando supremo de Vespasiano.
En 66, la X Fretensis y la V Macedonica fueron a Alejandría para una invasión de Etiopía planeada por Nerón. Sin embargo, las dos legiones se necesitaban en Judea para reprimir una revuelta. Después de pasar el invierno en Ptolemais Ace (moderno Acre, Israel), la X Fretensis y la V Macedonica se reubicaron en la ciudad costera de Cesarea Marítima (67/68). Esto se debía al gran número de legiones que fueron movilizadas en Ptolemais, bajo Marco Ulpio Trajano, futuro gobernador de Siria y padre del emperador Trajano. Durante el mismo invierno, el campamento de Cesárea de la X y la V alojaron a Vespasiano, quien se vio obligado, al año siguiente, a ir a Roma para tomar el poder. El hijo de Vespasiano, Tito acabó con la represión de la revuelta.
Cuando Taricace y Gamala fueron conquistadas, la X Fretensis se trasladó a Escitópolis (moderna Bet She'an), justo al oeste del río Jordán. En el verano de 68, la X Fretensis destrozó el monasterio de Qumrán, de donde se creen originarios los rollos del mar Muerto. Su campamento de invierno estaba en Jericó.

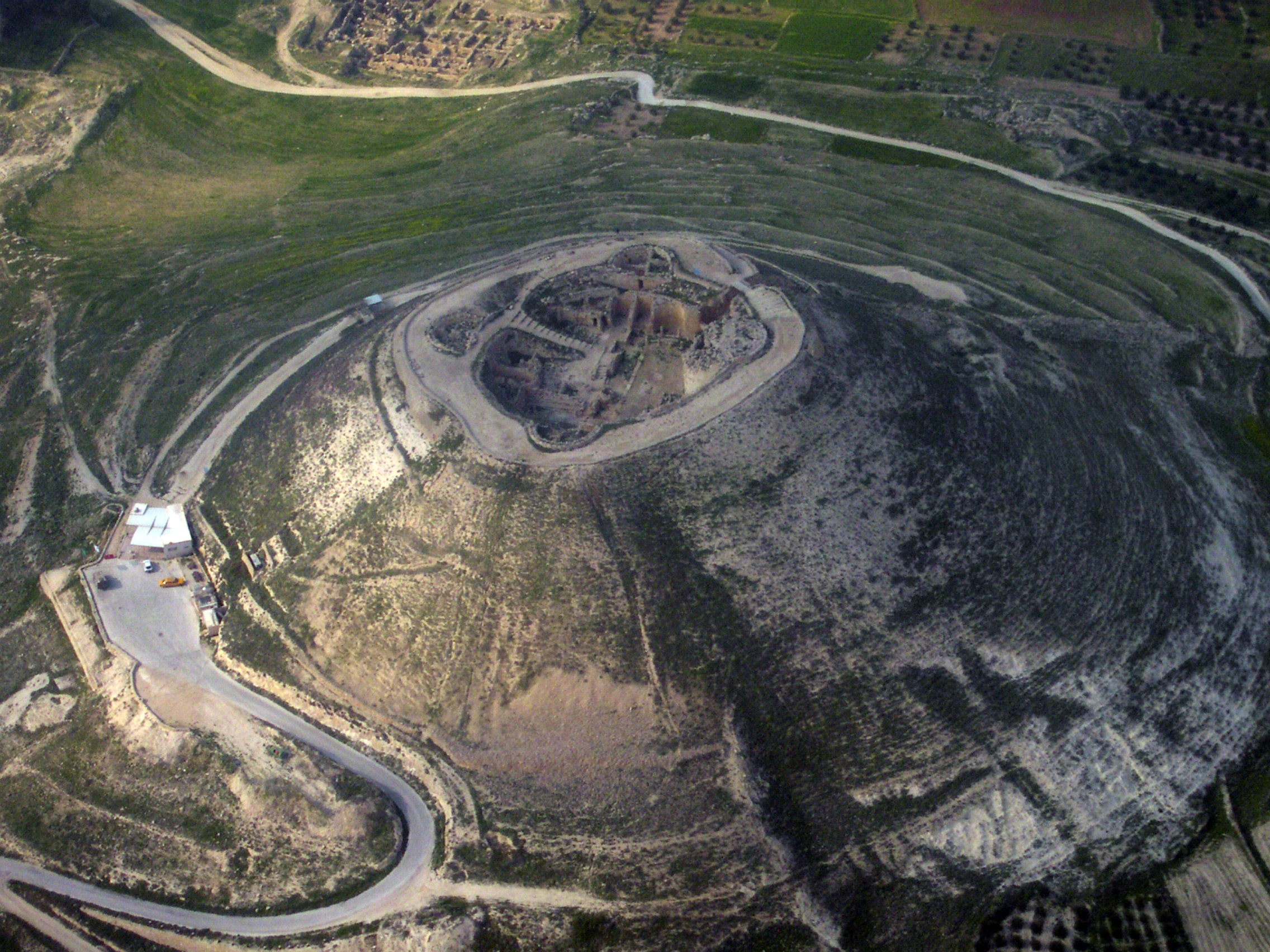
Herodium, una de las fortalezas de la revuelta judía conquistada por la X Fretensis.

En 70, la rebelión de Judea había sido aplastada, excepto en lo que se refiere a Jerusalén y unas pocas fortalezas, incluyendo Masada. En aquel año la X Fretensis, junto con la V Macedonica, XII Fulminata y la XV Apollinaris, comenzaron el sitio de Jerusalén, plaza fuerte de la rebelión. La Décima acampó en el monte de los Olivos. Durante el asedio, la Décima ganó fama por el uso efectivo de sus diversas máquinas de guerra. Se destacaba que eran capaces de lanzar piedras que pesaban un talento (alrededor de 25 kilos) a una distancia de dos estadios (400 metros) o más lejos. Los proyectiles de sus ballistae causaron gran daño a todas las murallas. El asedio de Jerusalén duró cinco meses y la población sitiada experimentó todos los terribles rigores de la inanición. Finalmente, los asaltos combinados de las legiones tuvieron éxito a la hora de tomar la ciudad, que fue entonces sometida a la destrucción.

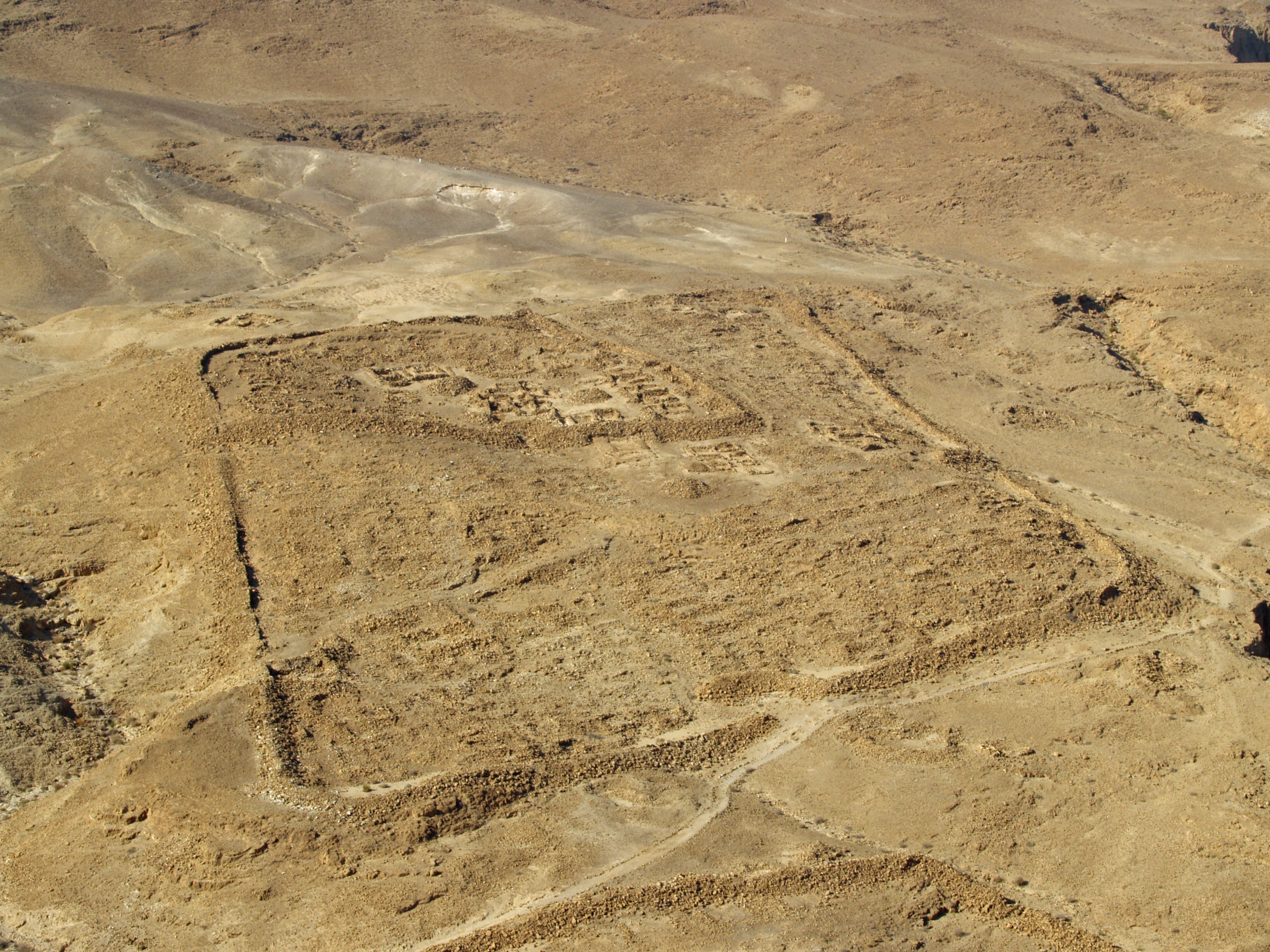
Restos de uno de los diversos campamentos legionarios de la X Fretensis en Masada en Israel, justo fuera del muro de circunvalación que puede estar en el fondo de la imagen.

Durante la primavera de 71, Tito marchó a Roma. Un nuevo gobernador militar fue entonces nombrado por Roma, Lucilio Baso, cuya tarea era emprender operaciones de «limpieza» en Judea. Naturalmente, usó la X Fretensis para oponerse a las pocas fortalezas que seguían resistiendo. Como parte de esto, la X Fretensis tomó Herodium, y luego cruzó el Jordán para tomar la fortaleza de Maqueronte en la orilla del mar Muerto. Debido a la enfermedad, Baso no vivió para acabar su tarea. Fue remplazado por Lucio Flavio Silva, quien marchó de nuevo contra la última fortaleza judía, Masada, en el otoño de 72. Usó la legión décima, tropas auxiliares y miles de prisioneros judíos. Después de que se rechazara su orden de rendición, Silva estableció varios campamentos base y una muralla de circunvalación completa alrededor de la fortaleza. Cuando los romanos finalmente irrumpieron en las murallas de la ciudadela, descubrieron que los defensores judíos habían escogido la muerte mediante un suicidio en masa.

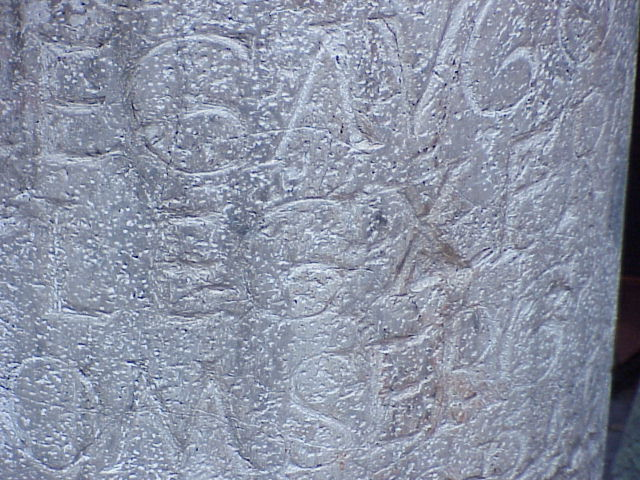
"LEGXF" una inscripción de la legión en Jerusalén

Tras acabar la revuelta judía, la legión décima fue acuartelada en Jerusalén. Su principal campamento estaba en la Colina Occidental, ubicada en la mitad meridional de la antigua ciudad, ahora liberada de todos sus anteriores edificios. El campamento de la Décima fue construido usando las porciones supervivientes de las paredes del palacio de Herodes el Grande, demolido por orden de Tito. El campamento estaba al final del cardo maximus de la Aelia Capitolina.
En aquella época, la legión Décima fue la única que tuvo como misión mantener la paz en Judea, y estaba directamente bajo el mando del gobernador de la provincia, quien era también legado de la legión.

### Segunda guerra judeo-romana
Después de participar en la campaña parta de Trajano, la Décima Fretensis se vio implicada en la rebelión de Bar Kojba (132-135). La revuelta estuvo causada por la decisión del emperador Adriano de construir un templo pagano dedicado a Júpiter en Jerusalén. Simón bar Kojba empezó una revuelta que ocupó Jerusalén y que infligió muchas bajas a los romanos. La guerra acabó cuando el ejército romano — incluyendo la Fretensis y tropas danubianas bajo el mando de Sexto Julio Severo — reconquistó Jerusalén y asedió con éxito la última fortaleza judía, la de Betar.
Como consecuencia de la inseguridad de la región, la Fretensis se vio apoyada por una segunda legión, la VI Ferrata, que acampó en Leyún.

### Historia posterior
Una vexillatio de la Fretensis luchó en la campaña marcomana de Marco Aurelio.
En 193, la legión apoyó a Pescenio Níger contra Septimio Severo, y estuvo posiblemente implicada en una lucha local entre judíos y samaritanos. La legión aún estaba en Jerusalén en la época de Caracalla y Heliogábalo.
Bajo Galieno, la Fretensis se empleó en la guerra contra el Imperio galo.
La legión se trasladó a Aila (cerca de la moderna Aqaba), probablemente durante las reformas de Diocleciano, y está documentado como acampada todavía allí en la época de la compilación de la Notitia Dignitatum, en los años 390, cuando se hace constar que estaba bajo el mando del Dux Palaestinae.

## Arqueología

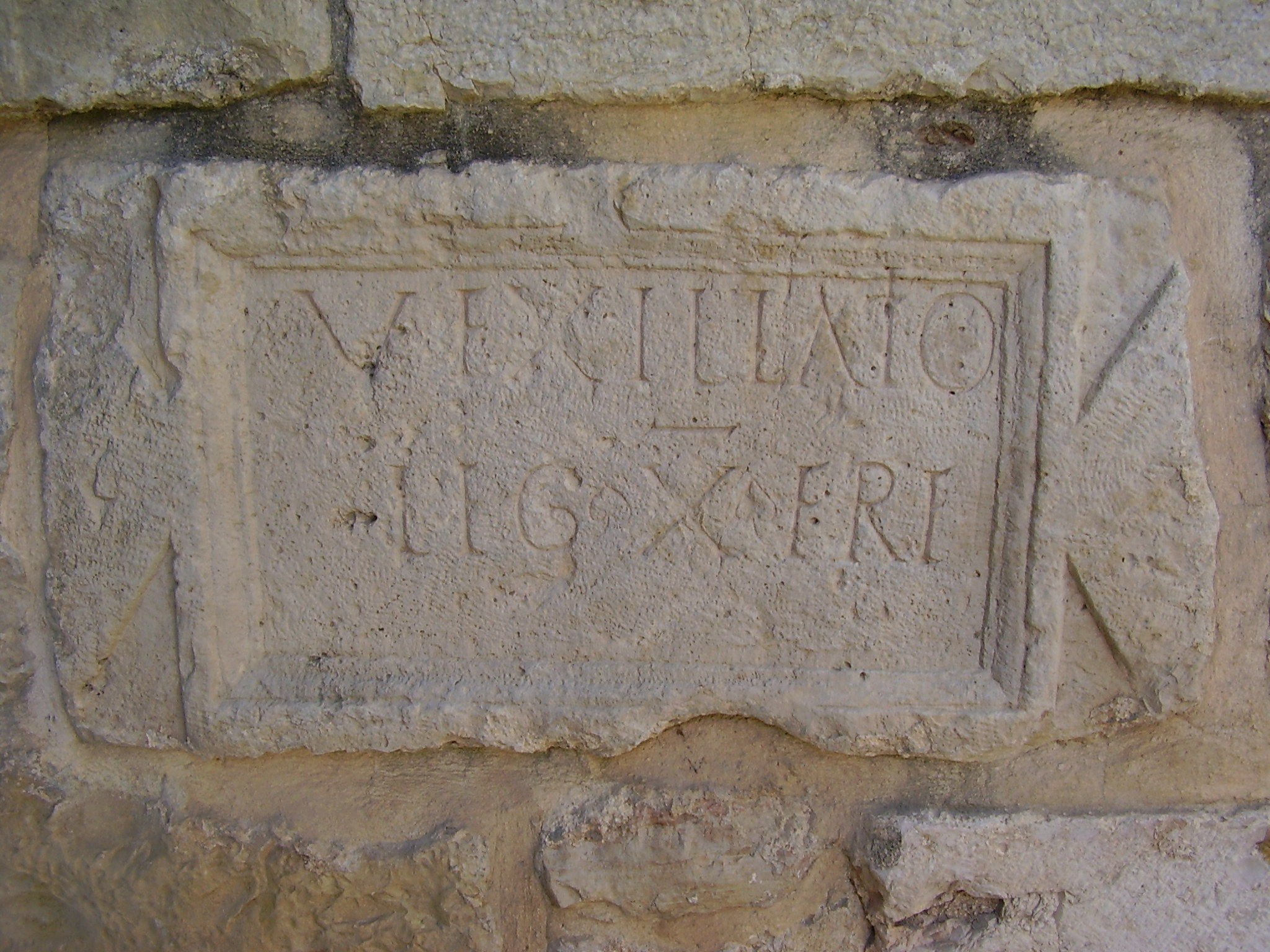
Inscripción de Abu Ghosh erigida por una vexillatio de la X Fretensis.

Una inscripción latina de finales del siglo II, encontrada en la iglesia de Abu Ghosh (a 15 kilómetros al oeste de Jerusalén) marca la presencia de una vexillatio (destacamento) de la X Fretensis:
VEXILLATIO
LEG X FRE
Algunos fragmentos que llevan la marca "L.X.F" de la Legio X Fretensis se encuentran en la Torre de David en Jerusalén. La ley romana requería que toda la propiedad llevara el sello del propietario, y las obras de cerámica de la legión al oeste de Jerusalén no era obviamente una excepción. Una enorme producción de cerámica con las marcas de la Legio X Fretensis se ha descubierto en Jerusalén.